# Handball Sport Verein Hamburg
HSV Handball é uma equipa alemã de handebol, localizado em Hamburgo. Atualmente, o HSV Handebol concorre na Primeira Liga Alemã de Handebol. O nome completo, em alemão é Handebol Hamburg Sport Verein eV, mas o clube é normalmente chamado HSV Handebol ou HSV Hamburg.
HSV Hamburgo é a antiga categoria de handebol VfL Bad Schwartau do HSV Lübeck, conectado em 1999. Em 2002 eles foram realocados para Hamburgo, a fim de crescer e renomeado. Após a deslocação que tinha problemas financeiros e quase perdeu a licença para alemão Primeira Liga de Andebol. Isso mudou com a chegada de Andres Rudolph como proprietário e sua ajuda financeira. 
O HSV Hamburgo não é uma divisão do Hamburger Sportverein, eles só têm o direito de utilizar a sua logomarca e sua sigla, a fim de obter mais publicidade. Desde 2008 que irá ligar os seus subalternos e pequenas equipas como SG HSV Handball.

## Titulos
Atualizada em 2013.
- Campeonato Alemão de Handebol: 1
  - 2011
- Copa da Alemanha de Handebol: 2
  - 2006, 2010
- EHF Champions League: 1
  - 2013
- EHF Cup: 1
  - 2007
- Super copa da Alemanha de Handebol: 3
  - 2004, 2006, 2009

## Elenco
Lista atualizada em 2013.
| No. | Nome                 | Nacionalidade        |
| --- | -------------------- | -------------------- |
| 1   | Johannes Bitter      | Alemanha             |
| 12  | Max-Henri Herrmann   | Alemanha · França    |
| 17  | Enid Tahirović       | Bósnia e Herzegovina |
| 77  | Dan Beutler          | Suécia               |
| 2   | Michael Kraus        | Alemanha             |
| 3   | Stefan Schröder      | Alemanha             |
| 4   | Domagoj Duvnjak      | Croácia              |
| 5   | Torsten Jansen       | Alemanha             |
| 6   | Blaženko Lacković    | Croácia              |
| 7   | Matthias Flohr       | Alemanha             |
| 9   | Igor Vori            | Croácia              |
| 18  | Hans Lindberg        | Dinamarca            |
| 20  | Robert Schulze       | Alemanha             |
| 21  | Andreas Nilsson      | Suécia               |
| 22  | Marcin Lijewski      | Polónia              |
| 23  | Pascal Hens          | Alemanha             |
| 27  | Marcel Schliedermann | Alemanha             |
| 66  | Oscar Carlén         | Suécia               |

## Jogadores Notaveis
- Ion Belaustegui
- Morten Bjerre
- Bertrand Gille
- Guillaume Gille
- Krzysztof Lijewski
- Tomas Svensson
- Dmitri Torgovanov
- Oleg Velyky
- Renato Vugrinec
- Kyung-Shin Yoon
- Roman Pungartnik
- Goran Stojanović
- Iwan Ursic